# Zwitserse spionage-affaire van 1836
De Zwitserse spionage-affaire van 1836, in het Frans de Affaire Conseil genoemd, was een spionagezaak tussen Frankrijk en Zwitserland in 1836, ten tijde van de Franse Julimonarchie en de Zwitserse Confederatie van de XXII kantons.

## Omschrijving
Na een mislukte aanslag op het leven van de Franse koning Lodewijk Filips I in Parijs op 25 juni 1836, stuurde de Franse minister van Binnenlandse Zaken Camille de Montalivet een spion, genaamd Conseil, naar Zwitserland, dat op dat moment de Confederatie van de XXII kantons was. Zijn taak was te infiltreren in de Franse revolutionaire middens die naar de Confederatie van de XXII kantons waren gevlucht. Camille de Montalivet leidde deze operatie, waarschijnlijk met goedkeuring van koning Lodewijk Filips I, maar zonder Adolphe Thiers, de Franse minister van Buitenlandse Zaken en voorzitter van de ministerraad, hiervan op de hoogte te brengen.
Om de spion Conseil een meer geloofwaardig republikeinsgezind karakter te geven, werd na enige tijd door de Franse regering zijn uitlevering gevraagd aan de Zwitserse Confederatie van de XXII kantons, waarbij werd bevestigd dat het om een gevaarlijk republikeinsgezind kopstuk ging, die bovendien een medeplichtige was van Giuseppe Fieschi, die eerder, op 28 juli 1835, een mislukte aanslag had gepleegd op de Franse koning Lodewijk Filips I.
Om een onbekende reden bleef de spion Conseil op dat moment niet langer binnen zijn rol. Hij maakte de hele spionage-carrousel kenbaar aan de Zwitserse autoriteiten en toonde hen zijn valse paspoorten die hem waren bezorgd door de Franse regering. Deze onthulling lokte verontwaardiging uit vanwege de Zwitserse Confederatie, die van de Franse regering een verklaring eiste. De Franse regering, die op heterdaad was betrapt, zag geen andere uitweg dan te liegen en het verhaal te ontkennen en het op de lange baan te schuiven. In november 1836 besloot de Zwitserse Confederatie om de zaak te laten rusten en ze te beschouwen als een "misverstand".